# Forschungszentrum Europäische Aufklärung
Das Forschungszentrum Europäische Aufklärung (FEA) war ein außeruniversitäres Forschungsinstitut in Potsdam im Land Brandenburg.

## Geschichte des Instituts
Das Forschungszentrum Europäische Aufklärung (FEA) entstand aus einem gleichnamigen Forschungsschwerpunkt. Dieser „Forschungsschwerpunkt Europäische Aufklärung“ (FSP) wurde zum Januar 1992 auf Empfehlung des Wissenschaftsrates eingerichtet. 1994 erfolgte eine positive Zwischenevaluierung durch den Wissenschaftsrat, der daraufhin für das Institut eine Empfehlung zur Gründung durch das Land Brandenburg aussprach. Anschließend wurde zum Jahresbeginn 1996 in Potsdam das FEA als außeruniversitäres Forschungsinstitut eingerichtet.

## Träger
Träger der Einrichtung war ein eingetragener Verein mit folgenden Mitgliedern:
- Land Brandenburg, vertreten durch das MWFK
- Stiftung Preußische Schlösser und Gärten
- Staatsbibliothek Preußischer Kulturbesitz zu Berlin
- Geheime Staatsarchiv Preußischer Kulturbesitz Berlin-Dahlem
- Herzog August Bibliothek Wolfenbüttel als Sitz der Deutschen Gesellschaft für die Erforschung des 18. Jahrhunderts
- Institut für Europäische Geschichte in Mainz
- Staats- und Universitätsbibliothek Göttingen mit ihren reichen Beständen zum 18. Jahrhundert
- Universität Potsdam.

Die Arbeit des FEA wurde durch ein Kuratorium und einen wissenschaftlichen Beirat begleitet.

## Zweck
Am FEA wurden Prozesse und Strukturen der Aufklärung in Europa erforscht. Die Forschungen waren interdisziplinär angelegt und sollten Ideengeschichte, Mentalitätsgeschichte, die Geschichte der Wissenschaften, von Institutionen und Kommunikationsstrukturen der Aufklärung in der Frühen Neuzeit (ab dem 18. Jahrhundert) umfassen. Das FEA betreute dabei eine Reihe von Forschungs-, Erschließungs- und Editionsprojekten, vergab Stipendien an Doktoranden und Gastwissenschaftler und veranstaltete in der Regel mehrere Tagungen im Jahr. Über Forschungsförderungsanträge im zweijährigen Rhythmus für seine Kernprojekte, verbunden mit externen fachlichen Evaluationen, wurden ihm Mittel in erheblichem Umfang bewilligt, insbesondere durch die Deutsche Forschungsgemeinschaft (DFG) in deren damaligem Förderverfahren Geisteswissenschaftliche Zentren.
Das Profil des Instituts basierte auf dem Ergebnis der Begutachtung durch den Wissenschaftsrat im Jahr 1994. Anhand eingehender Diskussion waren dem Institut drei Arbeitsfelder für seine laufenden und künftigen Projekte empfohlen worden. Dabei sollte ein philosophiehistorisches Profil mit einem literaturwissenschaftlichen Arbeitsfeld Aufklärung und Öffentlichkeit verbunden werden. Ziel war es, auch aus romanistischer, germanistischer und slawistischer Perspektive die Ideen der Aufklärung und die wachsende Diversifizierung ihrer Darstellungsformen zu untersuchen. Im Hinblick auf den empfohlenen Gründungsort Potsdam und dessen kulturelle Landschaft sollte dies durch ein kunsthistorisch ausgerichtetes Arbeitsfeld zu den ikonographischen Programmen der Aufklärung ergänzt werden. Gemeinsam war allen drei Arbeitsfeldern der Fokus einer historisch orientierten Forschung zum europäischen 18. Jahrhundert, vor allem anhand teils neu oder erstmals erschlossener Quellen und Materialien. Dazu war bereits bei der ersten Evaluierung der geisteswissenschaftlichen Einrichtungen der Akademie der Wissenschaften im Jahr 1991 eine nachdrückliche Empfehlung des Wissenschaftsrats ausgesprochen worden. Erhebliches Potential für diese Ausrichtung hatte er schon in den Vorgängereinrichtungen gesehen. Der fachliche Innovationswert dieses interdisziplinär angelegten Konzepts wurde als Desiderat bewertet und bot den Anlass für die Gründungsempfehlung des Wissenschaftsrates. Vor diesem Hintergrund gründete das Land Brandenburg zum 1. Januar 1996 das Forschungszentrum Europäische Aufklärung in Potsdam (FEA). Gemäß den Empfehlungen des Wissenschaftsrates erfolgte die Grundfinanzierung aus Haushaltsmitteln des Landes Brandenburg.
Das Ziel der interdisziplinär angelegten Projekte am FEA bestand in der Erforschung historischer Zusammenhänge und Unterschiede zwischen den später getrennt wahrgenommenen „nationalen“ Aufklärungsbewegungen, um „europäische Aufklärung“ fassbar werden zu lassen. Ein weiteres Anliegen betraf die Beschreibung der inneren thematischen Topographie der europäischen Aufklärung und deren Verhältnis zu anderen Strömungen dieses Zeitraums. Drittens war das historiografische Konstrukt von „Aufklärung“ bzw. „europäischer Aufklärung“ im Sinn einer Geschichte des Wandels der kontextbezogenen Problemstellungen zu untersuchen. Viertens wurden anhand von textorientierten vergleichenden Studien – zum Teil basierend auf bislang weitgehend unerschlossenen textlichen Quellen des 18. Jahrhunderts – Entwicklungsphasen und Entwicklungsschwerpunkte des geistig-kulturellen Klimas der Aufklärung in unterschiedlichen Regionen Europas erfasst sowie im interdisziplinären Kontakt geeignete Analyseverfahren hierfür entwickelt. Die Neuerschließung von bislang unbekanntem Quellenmaterial (Korrespondenzen, Manuskripte, Akademietexte, prosopographische und institutionengeschichtliche Daten u. a.), darunter handschriftliches Material aus mehreren europäischen Ländern, und somit dessen Einführung in den Horizont der Forschung gehörte zu den Aufgaben des Zentrums. Für dieses Arbeitsfeld gewährte insbesondere die Staats- und Universitätsbibliothek Göttingen anhand ihrer historischen Bestände zum 18. Jahrhundert eine hilfreiche Unterstützung. Die Staatsbibliothek zu Berlin unterstützte die Forschungsarbeit durch die Bereitstellung eines Arbeitsraums im Gebäude Unter den Linden. Darüber hinaus unterhielten einzelne Projekte stabile und teils bis heute andauernde Arbeitsbeziehungen zu den Archiven der Wissenschaftsakademien in Berlin, München, Göttingen und Erfurt sowie weiterer wissenschaftlicher Gesellschaften. Durch das Preisschriftenprojekt wurden frühneuzeitliche Manuskripte von Preisbewerbungsschriften der historischen Akademienlandschaft in Norditalien, den Niederlanden und der Schweiz für die Forschung völlig neu erschlossen. Letztere sind seit einigen Jahren in einer Edition auf einem Server der Universität Potsdam einsehbar.

## Projektforschung
In den Projekten am FEA wurden unter Nutzung verschiedener, insbesondere geisteswissenschaftlicher Methoden unterschiedliche Fragestellungen der historischen Aufklärungsforschung bearbeitet. So wurden zum Beispiel in den Projekten „Bildungskonzepte und Zensur im Russland des 18. Jahrhunderts“, „Reisen der politischen Funktionsträger des Alten Reiches“ und „République des lettres“ an unterschiedlichen Gegenständen Veränderungen an den Grenzen von Wissensaneignung und Wissensverbreitung untersucht. Das Projekt „Preisfragen und Preisschriften europäischer Akademien als Institution der Wissenschaftsgeschichte des 18. Jahrhunderts“ wandte sich dem Desiderat eines europäischen Vergleichs der Entwicklung von aufklärungstypischen Fragestellungen und Argumentationen zu. Es verband eine themenübergreifende Daten- und Quellenerfassung zum Preisfragengeschehen in den Archiven deutscher Akademien (München, Berlin, Göttingen, Erfurt) und in ausgewählten Regionen Europas (Territorien des HRR, Frankreich, Schweiz, Italien, Niederlande) mit Forschungen zu den thematischen Schwerpunkten der in Preisfragen und Preisschriften präsenten fachbezogenen, insbesondere philosophischen, aber auch allgemein-aufklärerischen Diskussionen, in denen originäre Beiträge Immanuel Kants und weiterer prominenter Autoren ebenfalls ihren Platz haben. Das Projekt „Umbrüche in der République des lettres“ hatte Gelehrtenkorrespondenzen im hugenottischen Umfeld der Akademie der Wissenschaften zum Gegenstand. Erschlossen wurde insbesondere die Korrespondenz des Akademiesekretärs Jean Henri Samuel Formey in der Staatsbibliothek zu Berlin. Themen der Projektarbeit waren die für das 18. Jh. charakteristische Enzyklopädistik mit ihrem gelehrten Umfeld sowie französischsprachige Periodika dieses Zeitraums und deren europäische Verbreitung. Ein weiteres Projekt am Forschungszentrum beschäftigte sich über einen längeren Zeitraum mit der „Neuen Bibliothek der schönen Wissenschaften und der freyen Künste“ im Hinblick auf die Rezeption unterschiedlicher nationaler Ausprägungen der Aufklärung in der zeitgenössischen Publizistik. Das Projekt „Die enzyklopädischen Europareisen der politischen Funktionsträger des Alten Reichs. Praktizierter Kulturtransfer 1763-1789“ verfolgte das Ziel, die zwischen Ende des Siebenjährigen Krieges und Ausbruch der Französischen Revolution signifikant ansteigende europaweite Reisetätigkeit der politischen Funktionsträger des Alten Reichs erstmals aufgrund einer gesicherten Basis von Primärquellen in vergleichender Perspektive als Instrument eines Wissens- und Kulturtransfers darzustellen. Die Ergebnisse sind zeitnah publiziert worden. Die Geschichte des Siebenjährigen Krieges wurde in einem weiteren Projekt auf ihre globalen Auswirkungen hin befragt. Die Einwirkung der Aufklärung auf die zeitgenössische Theologie und Kirche thematisierte ein Projekt zu Predigttexten in Brandenburg-Preußen, das sich anhand von Predigten aus unterschiedlichen Teilen des preußischen Staates mit dem Eindringen aufklärerischer Argumentationen in diese Textsorte beschäftigte, wobei auch Predigten anlässlich verschiedener Gedenktage untersucht wurden. Für eine vergleichende Perspektive wurden dabei Predigten in hugenottischen Gemeinden einbezogen. Den Beitrag des FEA zur Hugenottenforschung erweiterte auch ein historisches Projekt, das unterschiedliche Phasen der Einwanderung aus Frankreich in süddeutsche Territorien thematisierte. Die globale Perspektive wurde durch ein Projekt zur evangelischen Missionsarbeit in Britisch-Indien im 17. und 18. Jahrhundert ausgeweitet. Mehrere der hier genannten Projekte hatten nur kurzzeitig eine Anbindung am Forschungszentrum. Daneben wurde am FEA die Edition des wissenschaftlichen Werks von Werner Krauss erarbeitet, deren letzte Bände im De Gruyter Verlag inzwischen erschienen sind.

## Leitung des Instituts
- Gründungsdirektor: Martin Fontius, 1996–1999
- Direktor: Eberhard Lämmert, seit 1998
- Geschäftsführender Direktor: Günther Lottes, 1999–2007